# Благовещенский собор (Каунас)
Благовещенский собор (Собор в честь Благовещения Пресвятой Богородицы) — храм Виленской и Литовской епархии Русской православной церкви в городе Каунас, Литва. Храм расположен по адресу проспект Витауто 38 (Vytauto pr. 38).

## История
После того как православный Петропавловский собор был передан католической церкви, кабинет министров Литвы намеревался расширить храм в честь Воскресения Христова за 75 000 литов, но передумал и решил построить новую церковь. Стоимость строительства составила около 170 000 литов. Средства на строительство храма выделили также верующие и меценат Сергей Фанстиль. Храм по проекту литовского архитектора Эдмунаса Фрика (Edmundas Frykas) строился с 1932 по 1935 год. Храм был освящён 22 апреля 1935 года. На торжестве по случаю открытия присутствовали верующие из других городов, ученики русской гимназии, министр просвещения Литвы Юозас Тонкунас, бургомистр Каунаса Антанас Меркис и другие. В храме хранится чудотворная Сурдегская икона Божией Матери.
В начале 1990-х годов настоятелем собора был иеромонах Иларион (Алфеев), впоследствии митрополит Будапештский и Венгерский.

## Архитектура
Архитектор Эдмундас Фрикас пытался построить церковь в традициях русских храмов. Доминирует купольная композиция. Храм построен с 5 куполами, которые украшают золочёные кресты.
- Иконостас церкви
- Фасад церкви